# Родригес, Луис (боксёр)
Луис Хосе Родригес Фернандес (исп. Luis Jose Rodriguez Fernandez или просто Луис Родригес (исп. Luis Rodriguez); Сан-Хуан, Пуэрто-Рико) — пуэрто-риканский боксёр-профессионал.
Чемпион Пуэрто-Рико среди любителей (2016, 2017, 2018, 2020). Бронзовый призёр Игр Центральной Америки и Карибского бассейна (2018).

## Любительская карьера

### Чемпионат Пуэрто-Рико 2016
Выступал в средней весовой категории (до 75 кг). В полуфинале победил Джона Корреа. В финале победил Марио Суареса.

### Чемпионат Пуэрто-Рико 2017
Выступал в средней весовой категории (до 75 кг). В полуфинале победил Пабло Ромеро. В финале победил Вильфредо Негрона.

### Панамериканский чемпионат 2017
Выступал в средней весовой категории (до 75 кг). В 1/8 финала победил Чарльза Кокса. В четвертьфинале проиграл колумбийцу Хорхе Вивасу.

### Чемпионат мира 2017
Выступал в средней весовой категории (до 75 кг). В 1/16 финала проиграл туркменистанцу Азизбеку Ачилову.

### Чемпионат Пуэрто-Рико 2018
Выступал в средней весовой категории (до 75 кг). В финале победил Ренти Арейсагу.

### Игры Центральной Америки и Карибского бассейна 2018
Выступал в средней весовой категории (до 75 кг). В четвертьфинале победил бермудца Тайлера Кристофера. В полуфинале проиграл гватемальцу Лестеру Мартинесу.

### Чемпионат Пуэрто-Рико 2020
Выступал в средней весовой категории (до 75 кг). В полуфинале победил Луиса Карабальо. В финале победил Брайана Полако.

## Профессиональная карьера
В марте 2021 года перешёл в профессиональный бокс. Подписал контракт с промоутерской компанией «Rivalta Boxing».
Дебютировал на профессиональном ринге 11 июня 2021 года, одержав победу нокаутом во 2-м раунде.

## Статистика боёв
В таблице перечислены результаты всех поединков боксёров.
В каждой строке указан результат поединка. Дополнительно номер поединка обозначен цветом, который обозначает итог поединка. Расшифровка обозначений и цветов представлена в нижеследующей таблице.
| Пример | Расшифровка                     |
| ------ | ------------------------------- |
|        | Победа                          |
|        | Ничья                           |
|        | Поражение                       |
|        | Планируемый поединок            |
|        | Поединок признан несостоявшимся |
| КО     | Нокаут                          |
| ТКО    | Технический нокаут              |
| PTS    | Решение судей (по очкам)        |
| UD     | Единогласное решение судей      |
| MD     | Решение большинства судей       |
| SD     | Раздельное решение судей        |
| RTD    | Отказ от продолжения боя        |
| DQ     | Дисквалификация                 |
| NC     | Поединок признан несостоявшимся |

| Бой | Дата             | Соперник                        | Место проведения                                             | Результат | Примечание |
| --- | ---------------- | ------------------------------- | ------------------------------------------------------------ | --------- | --- |
| 14  | 9 ноября 2024    | Маркос Васкес Родригес (20-1-1) | Coliseo Ruben Rodriguez, Баямон, Пуэрто-Рико                 | TKO5 (10) | |
| 13  | 6 февраля 2024   | Хавьер Фрейзер (8-27-1)         | Texas Troubadour Theatre, Нашвилл, Теннесси, США             | UD6 (6)   | Счёт: 60-53 (все).                                                                                             |
| 12  | 14 апреля 2023   | Роджер Герреро (17-3-1)         | Coliseo de Combates, Pandeportes, город Панама, Панама       | UD10 (10) | Счёт: 98-92, 97-93, 96-94.                                                                                     |
| 11  | 28 января 2023   | Энкарнасьон Диас (15-2)         | Los Andes Mall, город Панама, Панама                         | KO2 (10)  | Завоевал вакантный титул WBA Continental Americas во 2-м среднем весе. Диас два раза в нокдауне во 2-м раунде. |
| 10  | 22 июля 2022     | Мичи Муньос Савала (18-16-1)    | Coliseo de Combates, Pandeportes, город Панама, Панама       | KO2 (10)  | |
| 9   | 11 июня 2022     | Райан Адамс (8-5-1)             | Casino Miami, Майами, Флорида, США                           | KO3 (6)   | |
| 8   | 12 марта 2022    | Эмилио Хулио Хулио (31-15-2)    | Roberto Durán Arena, город Панама, Панама                    | TKO4 (10) | Завоевал вакантный титул NABA Silver во 2-м среднем весе.                                                      |
| 7   | 28 января 2022   | Билли Каннингем (11-39-1)       | Hialeah Park Racing & Casino, Хайалиа, Флорида, США          | TKO1 (6)  | |
| 6   | 15 октября 2021  | Аддир Санчес (12-22-4)          | Roberto Durán Arena, город Панама, Панама                    | KO2 (6)   | |
| 5   | 19 сентября 2021 | Малон Гриффин (дебют)           | Revel, Атланта, Джорджия, США                                | KO2 (4)   | |
| 4   | 20 августа 2021  | Монтойя Свиллинг (0-2)          | Airport Hilton, Майами, Флорида, США                         | KO1 (4)   | |
| 3   | 3 июля 2021      | Сегундо Эррера (9-38-4)         | Super Forma Gym, Барранкилья, Атлантико, Колумбия            | TKO4 (6)  | |
| 2   | 26 июня 2021     | Карлос Леаль (1-14)             | Discoteca Kilymandiaro, Пуэрто-Коломбия, Атлантико, Колумбия | TKO1 (6)  | |
| 1   | 11 июня 2021     | Альберто Дельгадо (1-16-4)      | Avanti Palms Resort, Орландо, Флорида, США                   | KO2 (4)   | |
| Бой | Дата             | Соперник                        | Место проведения                                             | Результат | Примечание |

## Титулы и достижения

### Любительские
- 2016  Чемпион Пуэрто-Рико в среднем весе (до 75 кг).
- 2017  Чемпион Пуэрто-Рико в среднем весе (до 75 кг).
- 2018  Чемпион Пуэрто-Рико в среднем весе (до 75 кг).
- 2018  Бронзовый призёр Игр Центральной Америки и Карибского бассейна в среднем весе (до 75 кг).
- 2020  Чемпион Пуэрто-Рико в среднем весе (до 75 кг).

### Профессиональные
- Титул NABA Silver во 2-м среднем весе (2022).
- Титул WBA Continental Americas во 2-м среднем весе (2023).